# Isale
Isale är en kommun i Burundi. Den ligger i provinsen Bujumbura Rural, i den västra delen av landet, 12 kilometer öster om Burundis största stad Bujumbura.